# Francisco Carlos da Luz
Francisco Carlos da Luz (São José, 29 de outubro de 1830 – Rio de Janeiro, 21 de janeiro de 1906), mais conhecido como Marechal Luz e também pelo pseudônimo M.R., foi um político e militar brasileiro da época imperial e do início da república.
Foi professor de matemática e deputado geral duas vezes pela província de Santa Catarina, de 1861 a 1864 e de 1876 a 1877.

## Formação e início da carreira militar
Filho de José Maria da Luz e Clara Francisca da Costa. Marcado pelo falecimento de sua mãe, quando ainda era bem jovem, Francisco Carlos deixou a sua família em Santa Catarina e ingressou na Escola Militar. 
Em 9 de junho de 1846, aos 16 anos, foi considerado adido àquela academia e, em 21 de agosto, passou a aluno efetivo, matriculado no 1º ano da escola como cadete. Sempre foi considerado um excelente aluno em seus estudos.
Em 20 de abril de 1849, Francisco Carlos foi promovido ao posto de 2º tenente com carta de engenheiro militar e de bacharel em matemática.

## Primeiras contribuições como militar e professor
Dentre as primeiras atribuições de Francisco Carlos como militar esteve a de coordenar a implantação de pioneira indústria metalúrgica nacional (fábrica de ferro), em Ipanema, no interior do estado de São Paulo. Na época, o Exército Brasileiro demonstrava preocupação e interesse para com a siderurgia nacional, de modo que Francisco Carlos coordenou, tanto o setor técnico, como o financeiro, na criação dessa indústria, desligando-se do projeto somente após o início de sua produção. 
Exerceu a cátedra de matemática, química, ciências físicas e materiais na Escola de Aplicação do Exército e na antiga Escola Central do Rio de Janeiro. Pelo Decreto Imperial de 18 de julho de 1852, foi promovido a 1º tenente e, por longo tempo, foi diretor do Laboratório Pirotécnico de Campinhos, no Rio de Janeiro, onde se dedicou com ardor e proficiência a sua especialidade, no fabrico de espoletas e foguetes de alta tecnologia, que, nesse campo, puseram o exército brasileiro em vantagem sobre as corporações militares dos países vizinhos e que obtiveram resultados espetaculares nos combates da Guerra do Paraguai.
Em 2 de dezembro de 1854, por Decreto Imperial, Francisco Carlos foi galardoado com o título de cavaleiro da Imperial Ordem da Rosa e, por merecimento, em 1856, atingiu o posto de capitão.

## Atuação na política
Em 1860, Francisco Carlos fez grande doação de livros para a Biblioteca Pública de Santa Catarina, então recém inaugurada. Todos os anos repetia tais doações, sendo considerado atualmente um benemérito daquela instituição de cultura. No acervo da mencionada biblioteca, podem ser encontradas obras de sua autoria e de outros escritores no Setor de Obras Raras.
Incentivado pelo pai, José Maria da Luz, e pelos tios, Jacinto José da Luz e João Pinto da Luz, Francisco Carlos lança a sua primeira candidatura para a Câmara dos Deputados e fica como suplente. Porém, antes de terminada a legislatura, assume cadeira na Casa Legislativa. 
Na segunda eleição, seus ascendentes, líderes do Partido Conservador em Santa Catarina, encaram o embate eleitoral como verdadeiro desafio e lançam como candidatos o capitão Francisco Carlos da Luz e o almirante Jesuíno Lamego da Costa. Saem ambos vitoriosos e Francisco Carlos da Luz se reelege para a Câmara Legislativa do Império, juntamente com o almirante Lamego.

## Colaboração durante a Guerra do Paraguai
Em 27 de outubro de 1868 foi promovido a major e, com o advento da Guerra do Paraguai, o Exército o convoca para a importante missão, obrigando-o a deixar as atividades legislativas para assumir a direção do Arsenal de Guerra no Rio de Janeiro.

## Serviços prestados ao país após a guerra
Terminado o conflito militar, Francisco Carlos retornou aos trabalhos parlamentares, sobressaindo por ter solucionado o problema dos limites territoriais entre as províncias do Paraná e de Santa Catarina.

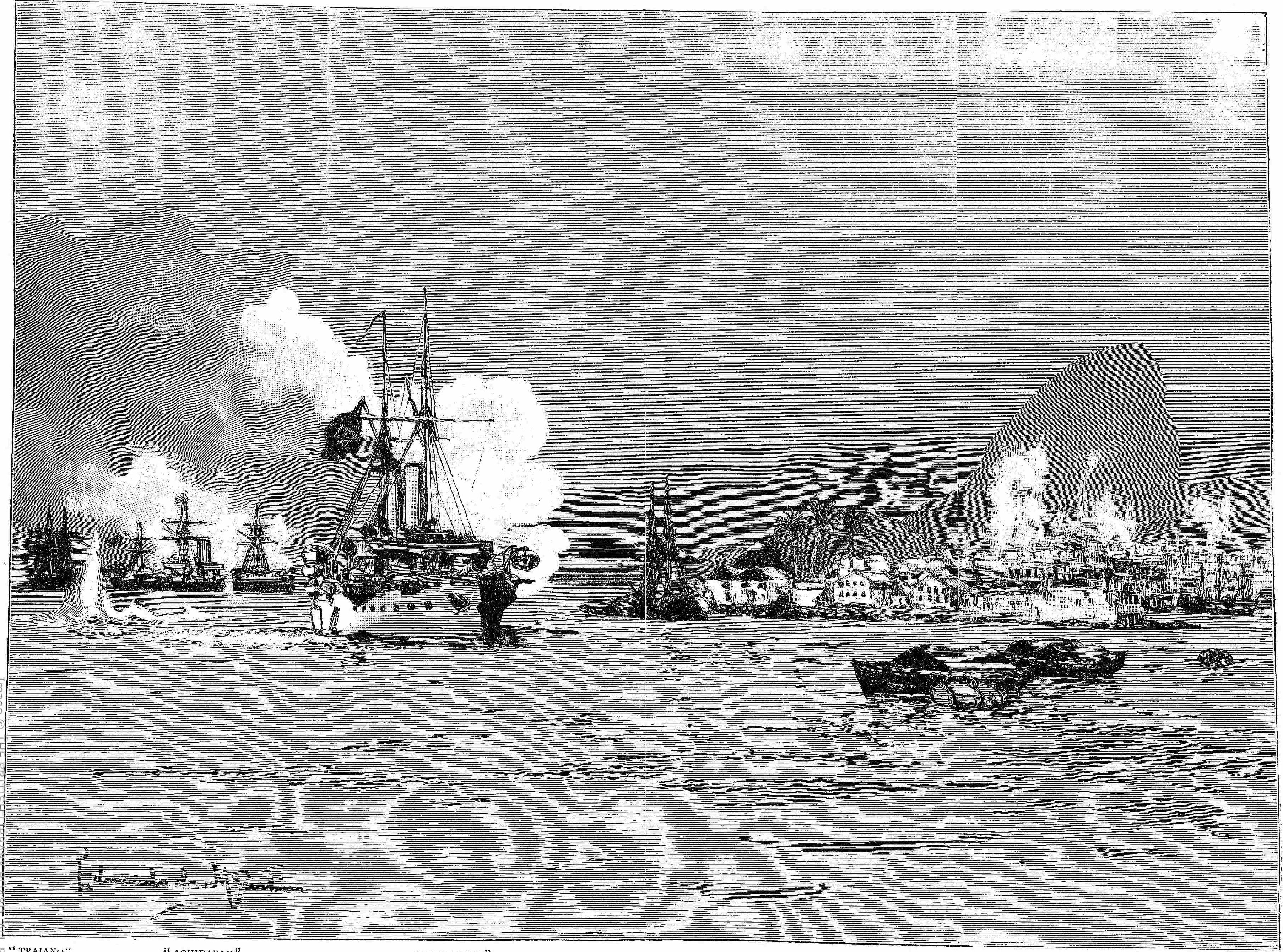
Obra de Eduardo De Martino de 1893 sobre os primeiros bombardeamentos no contexto da Revolta da Armada (Rio de Janeiro).

Francisco Carlos foi promovido a tenente-coronel, em 14 de junho de 1881, e a coronel graduado, em 31 de outubro de 1885. 
Regente de cadeira na Escola Superior de Guerra, Francisco Carlos ainda comandou a Escola Central, onde se formara, de 10 de junho de 1895 a 9 de janeiro de 1896.
Quando explodiu a Revolta da Armada, no Rio de Janeiro, Francisco Carlos exercia o comando-geral da arma de Artilharia do Exército Brasileiro. Fiel ao governo republicano, coube-lhe a responsabilidade de defender a capital federal e rechaçar os navios revoltosos.
Atingiu o posto de marechal, o mais elevado na hierarquia do Exército, e somente se reformou quando alcançado pela compulsória. Foi agraciado com diversas comendas e condecorações do governo brasileiro,  bem como  de governos de outros países.

## Contribuições científicas e na imprensa
Francisco Carlos da Luz foi figura de valor no universo intelectual brasileiro, como autor de diversas obras literárias e de cunho técnico. Mais tarde, após deixar o serviço ativo do Exército, passou a prestar contribuição de relevo à imprensa, escrevendo artigos de fundo político que foram publicados pelo Jornal do Commercio, editado no Rio de Janeiro. As matérias de sua autoria eram assinadas sob o pseudônimo de M.R.(Marechal Reformado).

## Vida familiar
Tendo se casado em 9 de junho de 1855 com Maria Bárbara de Moraes Âncora (1826-1905), filha do engenheiro militar Firmino Herculano de Morais Âncora com Francisca Ludovina de Gusmão Lobo, Francisco Carlos deixou quatro descendentes, dentre os quais duas filhas, sendo avô de Edmundo da Luz Pinto, um dos mais representativos dentre os parentes e colaboradores de Hercílio Luz, governador de Santa Catarina.
Com o falecimento de um de seus filhos em idade ainda jovem, o engenheiro Francisco Carlos Âncora da Luz (1858-1888), o qual fora casado com sua prima Maria Luiza de Morais Âncora, o marechal ajudou na educação dos netos durante o final de sua vida na cidade do Rio de Janeiro, dentre os quais pode-se mencionar o Oficial de Marinha Francisco Âncora da Luz.

## Falecimento e homenagens
Francisco Carlos faleceu no Rio de Janeiro, em 1906. De acordo com os relatos de alguns de seus descendentes, o óbito teria ocorrido na mesa de uma cirurgia.
O nome do Forte Marechal Luz, situado no município catarinense de São Francisco do Sul, é em sua homenagem. Em 15 de dezembro de 2016, um busto seu foi inaugurado no mesmo forte.